# フィロソファーズ・ストーン〜賢者の石
『フィロソファーズ・ストーン〜賢者の石』（原題：The Philosopher's Stone）は、北アイルランドのミュージシャン、ヴァン・モリソンが1998年に発表したコンピレーション・アルバム。

## 背景
全30曲とも未発表音源だが、収録曲の一部は、既に別ヴァージョンが公式発表されている。ディスク1の「ノット・サポウズ・トゥ・ブレイク・ダウン」から「ドラムシャンボ・ハッスル」までの8曲は、いずれも1973年にカリフォルニア州のカレドニア・スタジオで行われたセッションの録音で、本来は『苦闘のハイウェイ』（1973年）に続く8作目のスタジオ・アルバムとなるはずだったが、最終的にはお蔵入りとなった。

## 反響・評価
全英アルバムチャートでは20位に達し、自身22作目の全英トップ40アルバムとなった。ノルウェーのアルバム・チャートでは5週トップ40入りし、最高11位を記録した。
Stephen Thomas Erlewineはオールミュージックにおいて5点満点中3.5点を付け「確かにファン向けのコレクションだが、ここには優れた曲が多数あり、必ずしも筋金入りのファンだけに向けられた内容ではない」と評している。また、Tony Shchemanは1998年6月19日付の『エンターテインメント・ウィークリー』誌のレビューでAマイナスを付け「やっつけ仕事の曲も少々あるが、決して多数派ではない」「一部の曲は、モリソンが過去に発表してきた代表作にも匹敵する」と評している。

## 収録曲
特記なき楽曲はヴァン・モリソン作。各曲の録音時期は本作の英文ブックレットに準拠。

### ディスク1
1. リアリー・ドント・ノウ - "Really Don't Know" – 3:37
  - 1971年録音。
2. オーディナリー・ピープル - "Ordinary People" – 5:20
  - 1971年録音。
3. ワンダフル・リマーク - "Wonderful Remark" – 8:01
  - 1973年録音。映画『キング・オブ・コメディ』（1982年公開）のサウンドトラック用にロビー・ロバートソン、ジム・ケルトナー、ニッキー・ホプキンス等を従えて再録音されたヴァージョンが初出で、サウンドトラック・ヴァージョンは1990年発売のベスト・アルバム『ザ・ベスト・オブ・ヴァン・モリソン』にも収録された[13]。
4. ノット・サポウズ・トゥ・ブレイク・ダウン - "Not Supposed to Break Down" – 5:24
  - 1973年録音。
5. ラフィング・イン・ザ・ウィンド - "Laughing in the Wind" – 4:10
  - 1973年録音。
6. マダム・ジョイ - "Madame Joy" – 4:23
  - 1973年録音。
7. コンテンプレイション・ローズ - "Contemplation Rose" – 5:15
  - 1973年録音。
8. ドント・ウォーリー・アバウト・トゥモロウ - "Don't Worry About Tomorrow" – 5:20
  - 1973年録音。
9. トライ・フォー・スリープ - "Try for Sleep" (Van Morrison, John Platania) – 6:05
  - 1973年録音。
10. ラヴァーズ・プレイヤー - "Lover's Prayer" – 3:57
  - 1973年録音。
11. ドラムシャンボ・ハッスル - "Drumshanbo Hustle" – 4:48
  - 1973年録音。
12. トワイライト・ゾーン - "Twilight Zone" – 8:23
  - 1974年録音。
13. フォギー・マウンテン・トップ - "Foggy Mountain Top" – 5:27
  - 1974年録音。
14. ネイキッド・イン・ザ・ジャングル - "Naked in the Jungle" – 4:36
  - 1975年録音。
15. ゼア・ゼア・チャイルド - "There There Child" (V. Morrison, J. Platania) – 3:01
  - 1976年録音。

### ディスク2
1. 道（エクステンデッド・ヴァージョン） - "The Street Only Knew Your Name" – 6:25
  - 1975年録音。アルバム『時の流れに』（1983年）に別ヴァージョンが収録された[11]。
2. ジョン・ヘンリー - "John Henry" – 5:48
  - 1977年録音。
3. アウト・オン・ザ・ウェスタン・プレインズ - "Out on the Western Plains" (Huddie Leadbetter) – 5:42
  - 1975年録音。
4. 歓喜のサウンド（オルタナティヴ・ヴァージョン） - "Joyous Sound" – 2:30
  - 1975年録音。アルバム『安息への旅』（1977年）に別ヴァージョンが収録された[11]。
5. アイ・ハヴ・ファイナリー・カム・トゥ・リアライズ - "I Have Finally Come to Realize" – 5:09
  - 1975年録音。
6. フラミンゴは飛んでいく - "Flamingoes Fly" – 6:28
  - 1974年録音。アルバム『安息への旅』に別ヴァージョンが収録された[11]。
7. ステッピング・アウト・クイーン・パートII - "Stepping Out Queen Part 2" – 4:26
  - 1979年録音。アルバム『イントゥ・ザ・ミュージック』（1979年）収録曲の続編に当たる[11]。
8. ブライト・サイド・オブ・ザ・ロード（リ・レコーディッド・ヴァージョン） - "Bright Side of the Road" – 4:02
  - 1979年録音。アルバム『イントゥ・ザ・ミュージック』に別ヴァージョンが収録された[11]。
9. ストリート・セオリー - "Street Theory" – 4:54
  - 1980年録音。
10. リアル・リアル・ゴーン - "Real Real Gone" – 3:45
  - 1980年録音。アルバム『エンライトンメント』（1990年）に別ヴァージョンが収録された[11]。
11. ショウビジネス - "Showbusiness" – 9:21
  - 1982年録音。
12. フォー・MR・トーマス - "For Mr. Thomas" (Robin Williamson) – 4:15
  - 1983年録音。
13. クレイジー・ジェーン・オン・ゴッド - "Crazy Jane on God" (William Mathieu, William Butler Yeats) – 4:05
  - 1984年録音。ムーヴィング・ハーツ（英語版）とのコラボレーション。アルバム『センス・オブ・ワンダー』（1985年）に収録される予定だったが、当時は原詩の作者ウィリアム・バトラー・イェイツの遺産財団から許諾を得られず、お蔵入りとなった[14]。
14. ソング・オブ・ビーイング・ア・チャイルド - "Song of Being a Child" (Peter Handke, V. Morrison) – 4:09
  - 1987年録音。
15. ハイ・スピリッツ - "High Spirits" (Paddy Moloney, V. Morrison) – 4:21
  - 1988年録音。チーフタンズとのコラボレーション。